# Hospital Metropolitano (Várzea Grande)
O Hospital Metropolitano é um hospital localizado no bairro Cristo Rei, em Várzea Grande, Brasil.

## História

### Início
Iniciada em 2004 com recursos municipais e um convênio celebrado entre o Governo do Estado e o Centro Universitário de Várzea Grande, as obras da unidade foram retomadas em 2008 com 68 leitos entre eles: Cirúrgico, ambulatório, pediatria e pronto-atendimento.
Inaugurada em 2 de agosto de 2011, com um custo de R$ 15 milhões de reais, o hospital iniciou as suas atividades sendo gerido pelo IPAS (Instituto Pernambucano de Assistência e Saúde).
Em 2014, o Instituto Pernambucano de Assistência e Saúde deixou a administração do Hospital Metropolitano, e a Secretária de Estado de Saúde assumiu a sua gestão e de outros hospitais regionais como das cidades de Colíder e Alta Floresta.

### Expansão
Com investimento de R$ 16 milhões de reais o governador Mauro Mendes inaugurou em 14 de maio de 2020 seu anexo, construído em 45 dias, sendo dedicada ao tratamento da Covid-19 no período, a unidade passou a contar com 238 leitos clínicos e 40 de UTIs.